# Выборы в ландтаг Шлезвиг-Гольштейна (2000)
Выборы в Ландтаг Шлезвиг-Гольштейна 15-го созыва состоялись 27 февраля 2000 года, Хайде Симонис вновь возглавила земельную фракцию СДПГ, бывший федеральный министр обороны Фолькер Рюэ — ХДС, Эти выборы стали первыми выборами в федеральной земле Шлезвиг-Гольштейн, на которых избиратели имели два голоса.

## Выборы в Ландтаг 1996 года
На предыдущих выборах в Ландтаг 24 марта 1996 года СДПГ (39,8 % голосов) и Союз 90 / Зелёные (8,1 % голосов) достигли большинства и сформировали коалиционное правительство под руководством премьер-министра Хайды Симонис, которая занимала должность с 19 мая 1993 года.
ХДС, земельное отделение которого возглавлял Отфриде Хенниге, получил 37,2 % голосов, СДП впервые прошла в Ландтаг с 5,7 % голосов.
Партия датского меньшинства Союз южношлезвигских избирателей, освобожденная от пятипроцентного барьера, была представлена двумя депутатами Ландтага.

## Результаты
| Партия      | Первые голоса | %     | Прямые мандаты | Вторые голоса | %     | Мест | +/- | % мест |
| ----------- | ------------- | ----- | -------------- | ------------- | ----- | ---- | --- | ------ |
| СДПГ        | 690 007       | 47,59 | 41             | 630 728       | 43,08 | 41   | ▲8  | 46,1   |
| ХДС         | 567 608       | 39,15 | 4              | 515 421       | 35,20 | 33   | ▲3  | 37,1   |
| СДП         | 78 683        | 5,43  |                | 111 649       | 7,63  | 7    | ▲3  | 7,9    |
| Зелёные     | 63 277        | 4,36  |                | 91 389        | 6,24  | 5    | ▼1  | 5,6    |
| СЮИ         | 37 114        | 2,56  |                | 60 367        | 4,12  | 3    | ▲1  | 3,4    |
| ПДС         | 3868          | 0,27  |                | 20 066        | 1,37  |      | ±0  | 0      |
| НДП         | 1405          | 0,10  |                | 15 121        | 1,03  |      | ±0  | 0      |
| STATT       | 4716          | 0,33  |                | 8663          | 0,59  |      | ±0  | 0      |
| ФПЖ         | 519           | 0,04  |                | 4089          | 0,28  |      | ±0  | 0      |
| Серые       |               |       |                | 3928          | 0,27  |      | ±0  | 0      |
| ПВБХ        | 1119          | 0,08  |                | 2675          | 0,18  |      | ±0  | 0      |
| ГКП         | 702           | 0,05  |                |               |       |      |     |        |
| ПГ          | 449           | 0,03  |                |               |       |      |     |        |
| Независимые | 441           | 0,03  |                |               |       |      |     |        |
| Всего       | 1 449 908     |       | 45             | 1 464 096     | 100   | 89   |     |        |

СДПГ получила семь накладных мандатов, ХДС получил пять компенсационных мандатов, СДП и Зелёные — по одному, В результате число мест в Ландтаге увеличилось с 75 до 89.
Правительственная коалиция СДПГ и Зелёных продолжила свое существование, 28 марта 2000 года премьер-министром федеральной земли вновь была избрана Хайде Симонис.

## Политические аспекты
Выборы в Ландтаг стали первыми после того, как было раскрыто дело о пожертвованиях ХДС, и многие считают его ответственным за то, что ХДС не набрал большинства для формирования правительства, Тенденции против коалиционного земельного правительства под руководством СДПГ и Зелёных, а также федерального правительства под той же коалицией, сформированного в октябре 1998 года при канцлере Герхарде Шрёдере, казалось, прекратилась после того, как СДПГ и Зелёные получили большинство на выборах в Ландтаг в 1999 году при изменении правительств федеральных земель, где лидировала СДПГ, правительствами, в которых большинство имел ХДС в Гессене и Сааре после получения большинства в Федеральном совете, ХДС также получил абсолютное большинство в Тюрингии.